# 西山街道 (鸡西市)
西山街道，是中华人民共和国黑龙江省鸡西市鸡冠区下辖的一个乡镇级行政单位。

## 行政区划
西山街道下辖以下地区：
文乐社区、富强社区、西安社区、西胜社区、康乐社区、电台社区、西山社区、光明社区和技师学院社区。